# Scey-Maisières
Scey-Maisières är en kommun i departementet Doubs i regionen Bourgogne-Franche-Comté i östra Frankrike. Kommunen ligger i kantonen Ornans som tillhör arrondissementet Besançon. År 2022 hade Scey-Maisières 289 invånare.

## Befolkningsutveckling
Antalet invånare i kommunen Scey-Maisières
Referens:INSEE